# 時はかげろう
「時はかげろう」（ときはかげろう）は、日本のAORバンドであるカルロス・トシキ&オメガトライブの6枚目、1986オメガトライブから数えると通算11枚目のシングルである。

## 解説
- アルバム『BEST REMIX』を最後にレコード会社をバップよりワーナーパイオニア（現：ワーナーミュージック・ジャパン）へ移籍、移籍後初そして唯一のシングルであり、バンドとしては最後に発売されたシングルとなった。
- この移籍と同時に、バップより発売された「カルロス・トシキ&オメガトライブ」名義で発売された全て楽曲は、原版権がワーナーパイオニアに譲移された（1986時代のものは、バップに残された）。
- 松任谷由実から提供された楽曲であり、松任谷本人も後日発売されたアルバム『天国のドア』にてセルフカバーしている。楽曲を提供した理由について松任谷は、「オメガトライブの音楽に興味はないけれど、カルロス・トシキの声に興味があった」という。
- サビの部分の「ILUSÂO」「SOLIDÂO」はポルトガル語であり、英語だと「illusion」「solitude」の意味となる。また松任谷のバージョンは、英語で歌われている。
- この曲では唯一カルロス以外のメンバーも出演しているプロモーションビデオが製作され、またPVが1曲のみ収録されたビデオも発売された。
- カップリングの「ツーアウト・フルベース」はメンバーの高島のオリジナル曲であり、シングルには2度目の収録となった。アルバム未収録であり、後に発売されたボックスセット『1986 OMEGA TRIBE CARLOS TOSHIKI&OMEGA TRIBE COMPLETE BOX "Our Graduation"』に初収録された。

## 収録曲
- 全編曲: 新川博

1. 時はかげろう
  - 作詞・作曲: 松任谷由実
2. ツーアウト・フルベース
  - 作詞: 小西康陽、作曲: 高島信二